# Governo Passos Coelho II
Il Governo Passos Coelho II fu il 20º governo del Portogallo, in carica dal 26 ottobre al 26 novembre 2015 (sebbene dimissionario dal 10 novembre), data in cui è stata conferita la fiducia al successivo Governo Costa I. 
Si trattava di un governo di coalizione di minoranza.
Esso è nato in seguito alla vittoria del Partito Social Democratico alle elezioni legislative, ma collassò, nell’arco di 31 giorni, a causa del fallimento della mozione di fiducia nei suoi confronti.
Fu il governo più breve della storia portoghese.

## Situazione parlamentare
Al fallimento della mozione di fiducia, il 10 novembre 2015:
| Camera                     | Collocazione | Partiti                             | Seggi     |
| -------------------------- | ------------ | ----------------------------------- | --------- |
| Assemblea della Repubblica | Favorevoli   | PSD (94), CDS-PP (18), IND (3)      | 114 / 230 |
| Assemblea della Repubblica | Contrari     | PS (86), BE (19), CDU (14), PAN (1) | 116 / 230 |

## Composizione
Partito Social Democratico (PSD)
     CDS - Partito Popolare (CDS-PP)
     Indipendenti
| Carica                                             | Titolare | Titolare | Titolare                 | Partito      |
| -------------------------------------------------- | -------- | -------- | ------------------------ | ------------ |
| Primo ministro                                     |          |          | Pedro Passos Coelho      | PSD          |
| Vice Primo ministro                                |          |          | Paulo Portas             | CDS-PP       |
| Esteri                                             |          |          | Rui Machete              | PSD          |
| Finanze                                            |          |          | Maria Luís Albuquerque   | PSD          |
| Difesa Nazionale                                   |          |          | José Pedro Aguiar-Branco | PSD          |
| Scienza e Istruzione                               |          |          | Margherita Mano          | Indipendente |
| Interni                                            |          |          | João Calvão De Silva     | PSD          |
| Giustizia                                          |          |          | Fernando Negrão          | PSD          |
| Affari parlamentari                                |          |          | Carlos Costa Neves       | PSD          |
| Economia                                           |          |          | Miguel Morais Leitão     | CDS-PP       |
| Presidenza e Sviluppo regionale                    |          |          | Luís Marques Guedes      | PSD          |
| Agricoltura e Mare                                 |          |          | Assunção Cristas         | CDS-PP       |
| Solidarietà, Impiego e Previdenza sociale          |          |          | Pedro Mota Soares        | CDS-PP       |
| Cultura, Uguaglianza e Cittadinanza                |          |          | Teresa Morais            | PSD          |
| Modernizzazione amministrativa                     |          |          | Rui Medeiros             | Indipendente |
| Ambiente, Pianificazione del territorio ed Energia |          |          | Jorge Moreira Da Silva   | PSD          |
| Salute                                             |          |          | Fernando Leal Da Costa   | Indipendente |